# Georg Andreas Reimer
Georg Andreas Reimer (Greifswald, 1776. augusztus 26. – Berlin, 1842. április 26.) német könyvkereskedő.

## Életútja
Egy kereskedő fiaként született. Egy könyvkereskedést vett át, amelyet Németország legjobb könyvkereskedésévé tett. 1819-ben Berlinben üzletet nyitott G. Reimer cég alatt, melyet nyomdával kötött össze és 1822-ben megszerezte hozzá a Weidmann-féle könyvkereskedést. 1800-ban Berlinben vette feleségül Wilhelmine Reinhardtot (1784–1864), 16 gyermekük született, akik  közül 11-en érték meg a felnőttkort. Üzleteit három fia (Karl August, Georg Ernst és Dietrich Arnold) folytatta. Utóbbinak 1867-től Höfer volt a társa.

### Fordítás
- Ez a szócikk részben vagy egészben  a   Georg Andreas Reimer című német Wikipédia-szócikk fordításán alapul.  Az eredeti cikk szerkesztőit annak laptörténete sorolja fel. Ez a jelzés csupán a megfogalmazás eredetét és a szerzői jogokat jelzi, nem szolgál a cikkben szereplő információk forrásmegjelöléseként.